# ATP Challenger Tour 2025
Navigation
Saison 2024 Saison 2026
La saison 2025 de l'ATP Challenger Tour, circuit secondaire du tennis masculin professionnel organisé par l'ATP, comprend des tournois répartis en cinq catégories.

## Répartition des tournois

### Par catégorie
Les tournois sont répartis en cinq catégories en fonction de leur dotation et des points ATP qu'ils distribuent.
| Catégorie du tournoi | Nombre |
| -------------------- | ------ |
| ATP Challenger 175   |        |
| ATP Challenger 125   |        |
| ATP Challenger 100   |        |
| ATP Challenger 75    |        |
| ATP Challenger 50    |        |

## Primes et dotations des tournois
Les tournois distribuent des points pour le classement ATP.
| Catégorie du tournoi | V   | F  | DF | QF | T2 | T1 | Q | Q2 | Q1 |
| -------------------- | --- | -- | -- | -- | -- | -- | - | -- | -- |
| ATP Challenger 175   | 175 | 90 | 50 | 25 | 13 | 0  | 6 | 3  | 0  |
| ATP Challenger 125   | 125 | 64 | 35 | 16 | 8  | 0  | 5 | 3  | 0  |
| ATP Challenger 100   | 100 | 50 | 25 | 14 | 7  | 0  | 4 | 2  | 0  |
| ATP Challenger 75    | 75  | 44 | 22 | 12 | 6  | 0  | 4 | 2  | 0  |
| ATP Challenger 50    | 50  | 25 | 14 | 8  | 4  | 0  | 3 | 1  | 0  |

## Palmarès

### Décembre
| Date        | Tournoi                                                 | Vainqueurs                     | Finalistes                       | Score            |
| ----------- | ------------------------------------------------------- | ------------------------------ | -------------------------------- | ---------------- |
| 30 décembre | Workday Canberra International Canberra 200 000 $ – Dur | João Fonseca                   | Ethan Quinn                      | 6-4, 6-4         |
| 30 décembre | Workday Canberra International Canberra 200 000 $ – Dur | Ryan Seggerman Eliot Spizzirri | Pierre-Hugues Herbert Jérôme Kym | 1-6, 7-5, [10-5] |
| 30 décembre | Open SIFA Nouvelle-Calédonie Nouméa 160 000 $ – Dur     | Shintaro Mochizuki             | Moerani Bouzige                  | 6-1, 6-3         |
| 30 décembre | Open SIFA Nouvelle-Calédonie Nouméa 160 000 $ – Dur     | Blake Bayldon Colin Sinclair   | Pruchya Isarow Maximus Jones     | 6-3, 7-5         |
| 30 décembre | Bangkok Open 1 Nonthaburi 100 000 $ – Dur               | Aslan Karatsev                 | Grégoire Barrère                 | 7-65, 7-5        |
| 30 décembre | Bangkok Open 1 Nonthaburi 100 000 $ – Dur               | Kokoro Isomura Rio Noguchi     | Zdeněk Kolář Neil Oberleitner    | 7-63, 7-69       |

### Janvier
| Date       | Tournoi                                                                    | Vainqueurs                                | Finalistes                           | Score             |
| ---------- | -------------------------------------------------------------------------- | ----------------------------------------- | ------------------------------------ | ----------------- |
| 6 janvier  | Bangkok Open 2 Nonthaburi 100 000 $ – Dur                                  | Rio Noguchi                               | Jie Cui                              | 7-69, 6-2         |
| 6 janvier  | Bangkok Open 2 Nonthaburi 100 000 $ – Dur                                  | Ray Ho Neil Oberleitner                   | Daniel Cukierman Joshua Paris        | 6-4, 7-65         |
| 6 janvier  | Oeiras Indoor Open 1 Oeiras 91 250 € – Dur (int.)                          | Hamad Medjedović                          | Liam Draxl                           | 6-1, 6-3          |
| 6 janvier  | Oeiras Indoor Open 1 Oeiras 91 250 € – Dur (int.)                          | George Goldhoff Trey Hilderbrand          | Kaichi Uchida Denis Yevseyev         | 7-5, 2-6, [10-5]  |
| 6 janvier  | Lexus Nottingham Challenger Nottingham 91 250 € – Dur (int.)               | Viktor Durasovic                          | Henry Searle                         | 7-66, 3-6, 6-1    |
| 6 janvier  | Lexus Nottingham Challenger Nottingham 91 250 € – Dur (int.)               | Jonáš Forejtek Michael Vrbenský           | Jiri Barnat Filip Duda               | 7-65, 7-65        |
| 13 janvier | Oeiras Indoor Open 2 Oeiras 145 250 € – Dur (int.)                         | Aleksandar Kovacevic                      | Zsombor Piros                        | 6-4, 7-64         |
| 13 janvier | Oeiras Indoor Open 2 Oeiras 145 250 € – Dur (int.)                         | Mili Poljičak Matej Sabanov               | Íñigo Cervantes Huegun Mick Veldheer | 6-0, 6-1          |
| 13 janvier | Bangkok Open 3 Nonthaburi 100 000 $ – Dur                                  | Brandon Holt                              | Vít Kopřiva                          | 6-3, 6-2          |
| 13 janvier | Bangkok Open 3 Nonthaburi 100 000 $ – Dur                                  | Ray Ho Neil Oberleitner                   | Pruchya Isaro Aoran Wang             | 6-3, 6-4          |
| 13 janvier | AAT Challenger Santander Buenos Aires Buenos Aires 60 000 $ - Terre battue | Juan Pablo Varillas                       | Adolfo Daniel Vallejo                | 6-4, 6-4          |
| 13 janvier | AAT Challenger Santander Buenos Aires Buenos Aires 60 000 $ - Terre battue | Mariano Kestelboim Gonzalo Villanueva     | Luís Britto Franco Roncadelli        | 6-2, 7-5          |
| 20 janvier | Open Quimper Bretagne Occidentale Quimper 181 250 € – Dur (int.)           | Sascha Gueymard Wayenburg                 | Pierre-Hugues Herbert                | 63-7, 6-1, 6-2    |
| 20 janvier | Open Quimper Bretagne Occidentale Quimper 181 250 € – Dur (int.)           | Sadio Doumbia Fabien Reboul               | Romain Arneodo Manuel Guinard        | 6-2, 4-6, [10-3]  |
| 20 janvier | Oeiras Indoor Open 3 Oeiras 145 250 € – Dur (int.)                         | Alexander Blockx                          | Liam Draxl                           | 7-5, 6-1          |
| 20 janvier | Oeiras Indoor Open 3 Oeiras 145 250 € – Dur (int.)                         | Liam Draxl Cleeve Harper                  | Matwé Middelkoop Denys Molchanov     | 1-6, 7-5, [10-6]  |
| 20 janvier | Punta del Este Open Punta del Este 100 000 $ – Terre Battue                | Daniel Elahi Galán                        | Tomás Barrios Vera                   | 5-7, 6-4, 6-4     |
| 20 janvier | Punta del Este Open Punta del Este 100 000 $ – Terre Battue                | Gustavo Heide João Lucas Reis da Silva    | Facundo Mena Marco Trungelliti       | 6-2, 6-3          |
| 27 janvier | Brasil Tennis Challenger Piracicaba 160 000 $ – Terre battue               | Román Andrés Burruchaga                   | Facundo Mena                         | 7-68, 66-7, 7-64  |
| 27 janvier | Brasil Tennis Challenger Piracicaba 160 000 $ – Terre battue               | Guido Andreozzi Orlando Luz               | Marcelo Demoliner Fernando Romboli   | 64-7 ,6-2, [11-9] |
| 27 janvier | Koblenz Open Coblence 145 250 € – Dur (int.)                               | Ugo Blanchet                              | Luca Nardi                           | 6-3, 3-6, 7-65    |
| 27 janvier | Koblenz Open Coblence 145 250 € – Dur (int.)                               | Jakub Paul David Pel                      | Geoffrey Blancaneaux Joshua Paris    | Forfait           |
| 27 janvier | Brisbane QTC Tennis International 1 Brisbane 100 000 $ – Dur               | Tristan Schoolkate                        | Marek Gengel                         | 7-63, 7-64        |
| 27 janvier | Brisbane QTC Tennis International 1 Brisbane 100 000 $ – Dur               | Matthew Christopher Romios Colin Sinclair | Joshua Charlton Patrick Harper       | 7-62, 7-5         |
| 27 janvier | Cleveland Open Cleveland 100 000 $ – Dur (int.)                            | Colton Smith                              | Eliot Spizzirri                      | 6-4, 66-7, 6-3    |
| 27 janvier | Cleveland Open Cleveland 100 000 $ – Dur (int.)                            | Robert Cash JJ Tracy                      | Juan Carlos Aguilar Filip Pieczonka  | 7-64, 6-1         |

### Février
| Date       | Tournoi                                                               | Vainqueurs                                           | Finalistes                                      | Score              |
| ---------- | --------------------------------------------------------------------- | ---------------------------------------------------- | ----------------------------------------------- | ------------------ |
| 3 février  | YPF Rosario Challenger Rosario 200 000 $ – Terre battue               | Camilo Ugo Carabelli                                 | Hugo Dellien                                    | 3-6, 6-3, 6-2      |
| 3 février  | YPF Rosario Challenger Rosario 200 000 $ – Terre battue               | Marcelo Demoliner Fernando Romboli                   | Guido Andreozzi Théo Arribagé                   | 7-5, 6-3           |
| 3 février  | Play In Challenger Lille 200 000 € – Dur (int.)                       | Arthur Bouquier                                      | Lucas Pouille                                   | 6-3, 5-3 ab.       |
| 3 février  | Play In Challenger Lille 200 000 € – Dur (int.)                       | Jakub Paul David Pel                                 | Karol Drzewiecki Piotr Matuszewski              | 6-3, 6-4           |
| 3 février  | Chennai Open Chennai 160 000 $ – Dur                                  | Kyrian Jacquet                                       | Elias Ymer                                      | 7-61, 6-4          |
| 3 février  | Chennai Open Chennai 160 000 $ – Dur                                  | Shintaro Mochizuki Kaito Uesugi                      | Saketh Myneni Ramkumar Ramanathan               | 6-4, 6-4           |
| 3 février  | Brisbane QTC Tennis International 2 Brisbane 100 000 $ – Dur          | Adam Walton                                          | Jason Kubler                                    | 7-66, 7-64         |
| 3 février  | Brisbane QTC Tennis International 2 Brisbane 100 000 $ – Dur          | Joshua Charlton Patrick Harper                       | Matthew Hulme James Watt                        | 4-6, 7-65, [12-10] |
| 3 février  | Tenerife Challenger 1 Tenerife 91 250 € – Dur                         | Pablo Carreño Busta                                  | Alejandro Moro Cañas                            | 6-3, 6-2           |
| 3 février  | Tenerife Challenger 1 Tenerife 91 250 € – Dur                         | Íñigo Cervantes Huegun Daniel Rincón                 | Nicolás Álvarez Varona Iñaki Montes de la Torre | 6-2, 6-4           |
| 10 février | Bahrain Ministry of Interior Tennis Challenger Manama 200 000 $ – Dur | Márton Fucsovics                                     | Andrea Vavassori                                | 6-3, 63-7, 6-4     |
| 10 février | Bahrain Ministry of Interior Tennis Challenger Manama 200 000 $ – Dur | Vitaliy Sachko Beibit Zhukayev                       | Ivan Liutarevich Luca Sanchez                   | 6-4, 6-0           |
| 10 février | Delhi Open New Delhi 100 000 $ – Dur                                  | Kyrian Jacquet                                       | Billy Harris                                    | 6-4, 6-2           |
| 10 février | Delhi Open New Delhi 100 000 $ – Dur                                  | Masamichi Imamura Rio Noguchi                        | Niki Kaliyanda Poonacha Courtney John Lock      | 6-4, 6-3           |
| 10 février | Tenerife Challenger 2 Tenerife 91 250 € – Dur                         | Pablo Carreño Busta                                  | Filip Misolic                                   | 6-3, 6-2           |
| 10 février | Tenerife Challenger 2 Tenerife 91 250 € – Dur                         | Alexander Merino Christoph Negritu                   | Daniel Cukierman Joshua Paris                   | 2-6, 6-3, [10-8]   |
| 17 février | Teréga Open Pau Pyrénées Pau 200 000 € – Dur (int.)                   | Raphaël Collignon                                    | Patrick Zahraj                                  | 6-2, 6-4           |
| 17 février | Teréga Open Pau Pyrénées Pau 200 000 € – Dur (int.)                   | Jakob Schnaitter Mark Wallner                        | Alexander Blockx Raphaël Collignon              | 6-4, 65-7, [10-8]  |
| 17 février | Pune Metropolitan Region Challenger Pune 160 000 $ – Dur              | Dalibor Svrčina                                      | Brandon Holt                                    | 7-63, 6-1          |
| 17 février | Pune Metropolitan Region Challenger Pune 160 000 $ – Dur              | Jeevan Nedunchezhiyan Vijay Sundar Prashanth         | Blake Bayldon Matthew Christopher Romios        | 3-6, 6-3, [10-0]   |
| 17 février | Lexus Glasgow Challenger Glasgow 91 250 € – Dur (int.)                | Nicolai Budkov Kjær                                  | Viktor Durasovic                                | 6-4, 6-3           |
| 17 février | Lexus Glasgow Challenger Glasgow 91 250 € – Dur (int.)                | Daniel Cukierman Joshua Paris                        | Vasil Kirkov Marcus Willis                      | 5-7, 6-4, [12-10]  |
| 17 février | Brazzaville Challenger Brazzaville 60 000 $ – Terre battue            | Geoffrey Blancaneaux                                 | Calvin Hemery                                   | 6-3, 6-4           |
| 17 février | Brazzaville Challenger Brazzaville 60 000 $ – Terre battue            | Mateo Barreiros Reyes Paulo Andre Saraiva Dos Santos | Geoffrey Blancaneaux Maxime Chazal              | 6-4, 1-6, [10-6]   |
| 24 février | Bengaluru Open Bangalore 200 000 $ – Dur                              | Brandon Holt                                         | Shintaro Mochizuki                              | 6-3, 6-3           |
| 24 février | Bengaluru Open Bangalore 200 000 $ – Dur                              | Anirudh Chandrasekar Ray Ho                          | Blake Bayldon Matthew Christopher Romios        | 6-2, 6-4           |
| 24 février | San Diego Open San Diego 160 000 $ – Dur                              | Eliot Spizzirri                                      | Mackenzie McDonald                              | 6-4, 2-6, 6-4      |
| 24 février | San Diego Open San Diego 160 000 $ – Dur                              | Eliot Spizzirri Tyler Zink                           | Juan Jose Bianchi Noah Zamora                   | 63-7, 7-64, [10-8] |
| 24 février | Rwanda Challenger 1 Kigali 100 000 $ – Terre battue                   | Valentin Royer                                       | Andrej Martin                                   | 6-1, 6-2           |
| 24 février | Rwanda Challenger 1 Kigali 100 000 $ – Terre battue                   | Jesper de Jong Max Houkes                            | Geoffrey Blancaneaux Zdeněk Kolář               | 6-3, 7-5           |
| 24 février | 4° Città di Lugano Lugano 91 250 € – Dur (int.)                       | Borna Ćorić                                          | Raphaël Collignon                               | 6-3, 6-1           |
| 24 février | 4° Città di Lugano Lugano 91 250 € – Dur (int.)                       | Cleeve Harper David Stevenson                        | Jakub Paul David Pel                            | 4-6, 6-3, [10-8]   |

### Mars
| Date    | Tournoi                                                                    | Vainqueurs                                | Finalistes                            | Score             |
| ------- | -------------------------------------------------------------------------- | ----------------------------------------- | ------------------------------------- | ----------------- |
| 3 mars  | Rwanda Challenger 2 Kigali 160 000 $ – Terre battue                        | Valentin Royer                            | Guy Den Ouden                         | 6-2, 6-4          |
| 3 mars  | Rwanda Challenger 2 Kigali 160 000 $ – Terre battue                        | Siddhant Banthia Alexander Donski         | Geoffrey Blancaneaux Zdeněk Kolář     | 6-4, 5-7, [10-8]  |
| 3 mars  | AAT Challenger Santander Córdoba Córdoba 100 000 $ – Terre battue          | Thiago Agustín Tirante                    | Juan Pablo Ficovich                   | 6-4, 6-0          |
| 3 mars  | AAT Challenger Santander Córdoba Córdoba 100 000 $ – Terre battue          | Karol Drzewiecki Piotr Matuszewski        | Fernando Romboli Matías Soto          | 6-4, 6-4          |
| 3 mars  | Thionville Open Thionville 91 250 € – Dur (int.)                           | Borna Ćorić                               | Arthur Bouquier                       | 6-4, 6-4          |
| 3 mars  | Thionville Open Thionville 91 250 € – Dur (int.)                           | Jakub Paul David Pel                      | Matteo Martineau Luca Sanchez         | 6-1, 6-4          |
| 3 mars  | Crete Challenger Tour Chersónissos 54 000 € – Dur                          | Edas Butvilas                             | Stuart Parker                         | 6-3, 6-3          |
| 3 mars  | Crete Challenger Tour Chersónissos 54 000 € – Dur                          | Juan Carlos Prado Angelo Mark Whitehouse  | Dennis Novak Zsombor Piros            | 7-67, 6-2         |
| 10 mars | Arizona Tennis Classic Phoenix 250 000 $ – Dur                             | João Fonseca                              | Alexander Bublik                      | 7-65, 7-60        |
| 10 mars | Arizona Tennis Classic Phoenix 250 000 $ – Dur                             | Marcel Granollers Horacio Zeballos        | Austin Krajicek Rajeev Ram            | 6-3, 7-62         |
| 10 mars | Republic Dominicana Open Copa Cap Cana Punta Cana 250 000 $ – Dur          | Aleksandar Kovacevic                      | Damir Džumhur                         | 6-2, 6-3          |
| 10 mars | Republic Dominicana Open Copa Cap Cana Punta Cana 250 000 $ – Dur          | Gonzalo Escobar Diego Hidalgo             | Petr Nouza Patrik Rikl                | 7-65, 6-4         |
| 10 mars | Challenger Dove Men+Care Santiago Santiago 100 000 $ – Terre battue        | Daniel Elahi Galán                        | Thiago Monteiro                       | 7-5, 6-3          |
| 10 mars | Challenger Dove Men+Care Santiago Santiago 100 000 $ – Terre battue        | Vasil Kirkov Matías Soto                  | Mateus Alves Luís Britto              | 6-4, 6-3          |
| 10 mars | Challenger Cherbourg La Manche Cherbourg-en-Cotentin 91 250 € – Dur (int.) | Pierre-Hugues Herbert                     | Jelle Sels                            | 6-3, 6-4          |
| 10 mars | Challenger Cherbourg La Manche Cherbourg-en-Cotentin 91 250 € – Dur (int.) | Oleg Prihodko Vitaliy Sachko              | Lukáš Pokorný Giorgio Ricca           | 6-2, 6-2          |
| 10 mars | Crete Challenger Tour 2 Chersónissos 54 000 € – Dur                        | Dimitar Kuzmanov                          | Federico Cina                         | 6-4, 6-2          |
| 10 mars | Crete Challenger Tour 2 Chersónissos 54 000 € – Dur                        | Stefanos Sakellaridis Pétros Tsitsipás    | Ilia Simakin Kelsey Stevenson         | 6-2, 6-2          |
| 17 mars | Paraguay Open - Babolat Asuncion 100 000 $ – Terre battue                  | Emilio Nava                               | Thiago Monteiro                       | 7-5, 6-3          |
| 17 mars | Paraguay Open - Babolat Asuncion 100 000 $ – Terre battue                  | Vasil Kirkov Matías Soto                  | Guillermo Durán Mariano Kestelboim    | 6-3, 6-4          |
| 17 mars | Yucatan Open Mérida 100 000 $ – Terre battue                               | Felipe Meligeni Alves                     | Juan Pablo Ficovich                   | 6-2, 1-6, 6-2     |
| 17 mars | Yucatan Open Mérida 100 000 $ – Terre battue                               | Kilian Feldbausch Rodrigo Pacheco Méndez  | George Goldhoff Trey Hilderbrand      | 6-4, 6-2          |
| 17 mars | Costa Cálida Region de Murcia Murcie 91 250 € – Terre battue               | Carlos Taberner                           | Jesper de Jong                        | 7-63, 4-6, 6-2    |
| 17 mars | Costa Cálida Region de Murcia Murcie 91 250 € – Terre battue               | Grégoire Jacq Orlando Luz                 | Jesper de Jong Mats Hermans           | 6-4, 6-4          |
| 17 mars | Falkensteiner Punta Skala Zadar Open Zadar 91 250 € – Terre battue         | Borna Ćorić                               | Valentin Royer                        | 3-6, 6-2, 6-3     |
| 17 mars | Falkensteiner Punta Skala Zadar Open Zadar 91 250 € – Terre battue         | Zdeněk Kolář Neil Oberleitner             | Denys Molchanov Mick Veldheer         | 6-3, 6-4          |
| 24 mars | Morelia Open Morelia 200 000 $ – Dur                                       | Dmitry Popko                              | James Duckworth                       | 1-6, 6-2, 6-4     |
| 24 mars | Morelia Open Morelia 200 000 $ – Dur                                       | Gonzalo Escobar Diego Hidalgo             | Marc-Andrea Hüsler Stefano Napolitano | 6-4, 4-6, [10-3]  |
| 24 mars | Napoli Tennis Cup Naples 181 250 € – Terre battue                          | Vít Kopřiva                               | Luciano Darderi                       | 3-6, 6-3, 7-64    |
| 24 mars | Napoli Tennis Cup Naples 181 250 € – Terre battue                          | Alexander Erler Constantin Frantzen       | Geoffrey Blancaneaux Albano Olivetti  | 6-4, 6-4          |
| 24 mars | Eurofirms Girona - Costa Brava Gérone 145 250 € – Terre battue             | Marin Čilić                               | Elmer Møller                          | 6-3, 6-4          |
| 24 mars | Eurofirms Girona - Costa Brava Gérone 145 250 € – Terre battue             | Anirudh Chandrasekar David Vega Hernández | Grégoire Jacq Orlando Luz             | 6-4, 6-4          |
| 24 mars | Dove Men+Care Concepción Concepción 100 000 $ – Terre battue               | Emilio Nava                               | Nicolás Kicker                        | 6-1, 7-63         |
| 24 mars | Dove Men+Care Concepción Concepción 100 000 $ – Terre battue               | Vasil Kirkov Matías Soto                  | Seita Watanabe Takeru Yuzuki          | 6-2, 6-4          |
| 31 mars | Open Menorca Minorque 145 250 € – Terre battue                             | Vilius Gaubas                             | Pol Martin Tiffon                     | 6-0, 6-4          |
| 31 mars | Open Menorca Minorque 145 250 € – Terre battue                             | Benjamin Hassan Sebastian Ofner           | Andrea Vavassori Matteo Vavassori     | 7-5, 6-3          |
| 31 mars | Campeonato Internacional de Tenis Campinas 100 000 $ – Terre battue        | Tomás Barrios Vera                        | Álvaro Guillén Meza                   | 6-4, 6-3          |
| 31 mars | Campeonato Internacional de Tenis Campinas 100 000 $ – Terre battue        | Mariano Kestelboim Gonzalo Villanueva     | Seita Watanabe Takeru Yuzuki          | 6-2, 7-65         |
| 31 mars | Morelos Open presentado por Metaxchange Cuernavaca 100 000 $ – Dur         | Marc-Andrea Hüsler                        | Dmitry Popko                          | 6-4, 3-6, 6-4     |
| 31 mars | Morelos Open presentado por Metaxchange Cuernavaca 100 000 $ – Dur         | Jody Maginley Alfredo Perez               | Finn Reynolds James Watt              | 7-5, 65-7, [10-8] |
| 31 mars | Open Città della Disfida Barletta 91 250 € – Terre battue                  | Dalibor Svrčina                           | Vitaliy Sachko                        | 7-5, 6-3          |
| 31 mars | Open Città della Disfida Barletta 91 250 € – Terre battue                  | Alexander Merino Christoph Negritu        | Mats Hermans Tiago Pereira            | 7-65, 6-2         |

### Avril
| Date     | Tournoi                                                                              | Vainqueurs                                 | Finalistes                                 | Score             |
| -------- | ------------------------------------------------------------------------------------ | ------------------------------------------ | ------------------------------------------ | ----------------- |
| 7 avril  | Mexico City Open Mexico 200 000 $ – Terre battue                                     | Felipe Meligeni Alves                      | Luka Pavlovic                              | 6-3, 6-3          |
| 7 avril  | Mexico City Open Mexico 200 000 $ – Terre battue                                     | Santiago González Austin Krajicek          | Ryan Seggerman Patrik Trhac                | 7-69, 3-6, [10-5] |
| 7 avril  | Atkinsons Monza Open Monza 145 250 € – Terre battue                                  | Raphaël Collignon                          | Vitaliy Sachko                             | 6-3, 7-5          |
| 7 avril  | Atkinsons Monza Open Monza 145 250 € – Terre battue                                  | Sander Arends Luke Johnson                 | Filippo Romano Jacopo Vasami               | 6-1, 6-1          |
| 7 avril  | Grand Prix by Mercedes Benz Open Comunidad de Madrid Madrid 145 250 € – Terre battue | Kamil Majchrzak                            | Marin Čilić                                | 6-3, 4-6, 6-4     |
| 7 avril  | Grand Prix by Mercedes Benz Open Comunidad de Madrid Madrid 145 250 € – Terre battue | Francisco Cabral Lucas Miedler             | Jakub Paul David Pel                       | 7-62, 6-4         |
| 7 avril  | Elizabeth Moore Sarasota Open Sarasota 100 000 $ – Terre battue                      | Emilio Nava                                | Liam Draxl                                 | 6-2, 7-62         |
| 7 avril  | Elizabeth Moore Sarasota Open Sarasota 100 000 $ – Terre battue                      | Robert Cash JJ Tracy                       | Federico Agustin Gomez Luis David Martínez | 6-4, 7-63         |
| 14 avril | Busan Open Pusan 200 000 $ – Dur                                                     | Térence Atmane                             | Adam Walton                                | 6-3, 6-4          |
| 14 avril | Busan Open Pusan 200 000 $ – Dur                                                     | Rio Noguchi Yuta Shimizu                   | Ray Ho Matthew Christopher Romios          | 7-67, 6-4         |
| 14 avril | Oeiras Open 4 Oeiras 181 250 € – Terre battue                                        | Elmer Møller                               | Francisco Comesaña                         | 6-0, 6-4          |
| 14 avril | Oeiras Open 4 Oeiras 181 250 € – Terre battue                                        | Karol Drzewiecki Piotr Matuszewski         | Francisco Cabral Lucas Miedler             | 6-4, 3-6, [10-8]  |
| 14 avril | Banorte Tennis Open San Luis Potosí 100 000 $ – Terre battue                         | James Duckworth                            | Max Wiskandt                               | 6-1, 6-1          |
| 14 avril | Banorte Tennis Open San Luis Potosí 100 000 $ – Terre battue                         | Ivan Liutarevich Marcus Willis             | Trey Hilderbrand Alfredo Perez             | 6-3, 6-4          |
| 14 avril | Tallahassee Tennis Challenger Tallahassee 100 000 $ – Terre battue                   | Chris Rodesch                              | Emilio Nava                                | 4-6, 6-3, 6-4     |
| 14 avril | Tallahassee Tennis Challenger Tallahassee 100 000 $ – Terre battue                   | Liam Draxl Cleeve Harper                   | Jamie Cerretani George Goldhoff            | 6-2, 6-3          |
| 14 avril | Côte d'Ivoire Open 1 Abidjan 60 000 $ – Dur                                          | Maximus Jones                              | Ričardas Berankis                          | 6-3, 4-6, 6-4     |
| 14 avril | Côte d'Ivoire Open 1 Abidjan 60 000 $ – Dur                                          | Matt Hulme Thijmen Loof                    | Clément Chidekh Jody Maginley              | 7-63, 6-4         |
| 21 avril | Gwangju Open Gwangju 100 000 $ – Dur                                                 | Jason Kubler                               | Alibek Kachmazov                           | 7-5, 67-7, 6-3    |
| 21 avril | Gwangju Open Gwangju 100 000 $ – Dur                                                 | Ray Ho Matthew Christopher Romios          | Vasil Kirkov Bart Stevens                  | 6-3, 7-66         |
| 21 avril | Savannah Challenger Savannah 100 000 $ – Terre battue                                | Nicolás Mejía                              | Liam Draxl                                 | 2-6, 6-2, 7-63    |
| 21 avril | Savannah Challenger Savannah 100 000 $ – Terre battue                                | Federico Agustin Gomez Luis David Martínez | Mac Kiger Patrick Maloney                  | 3-6, 6-3, [10-5]  |
| 21 avril | AAT Challenger Santander Tucuman San Miguel de Tucumán 60 000 $ – Terre battue       | Alex Barrena                               | Santiago Rodríguez Taverna                 | 7-5, 6-2          |
| 21 avril | AAT Challenger Santander Tucuman San Miguel de Tucumán 60 000 $ – Terre battue       | Conner Huertas del Pino Federico Zeballos  | Luciano Emanuel Ambrogi Maximo Zeitune     | 1-6, 6-2, [10-8]  |
| 21 avril | Côte d'Ivoire Open 2 Abidjan 60 000 $ – Dur                                          | Eliakim Coulibaly                          | Aziz Dougaz                                | 63-7, 6-4, 6-4    |
| 21 avril | Côte d'Ivoire Open 2 Abidjan 60 000 $ – Dur                                          | Constantin Bittoun Kouzmine Aziz Ouakaa    | Aleksandre Bakshi S D Prajwal Dev          | 7-65, 7-5         |
| 21 avril | Roma Garden Open Rome 54 000 € – Terre battue                                        | Matteo Gigante                             | Vilius Gaubas                              | 6-2, 3-6, 6-4     |
| 21 avril | Roma Garden Open Rome 54 000 € – Terre battue                                        | Erik Grevelius Adam Heinonen               | Marco Bortolotti Giorgio Ricca             | 7-62, 7-5         |
| 28 avril | Millennium Estoril Open Estoril 227 270 € – Terre battue                             | Alex Michelsen                             | Andrea Pellegrino                          | 6-4, 6-4          |
| 28 avril | Millennium Estoril Open Estoril 227 270 € – Terre battue                             | Ariel Behar Joran Vliegen                  | Francisco Cabral Lucas Miedler             | 7-5, 6-3          |
| 28 avril | Open Aix Provence Crédit Agricole Aix-en-Provence 227 270 € – Terre battue           | Borna Ćorić                                | Stanislas Wawrinka                         | 65-7, 6-3, 7-64   |
| 28 avril | Open Aix Provence Crédit Agricole Aix-en-Provence 227 270 € – Terre battue           | Robert Cash JJ Tracy                       | Théo Arribagé Hugo Nys                     | 7-5, 7-65         |
| 28 avril | Danube Upper Austria Open powered by SKE Mauthausen 145 250 € – Terre battue         | Cristian Garín                             | Tomás Barrios Vera                         | 3-6, 6-1, 6-4     |
| 28 avril | Danube Upper Austria Open powered by SKE Mauthausen 145 250 € – Terre battue         | Nico Hipfl Jérôme Kym                      | Ryan Seggerman David Stevenson             | 7-5, 3-6, [10-2]  |
| 28 avril | Guangzhou Nansha International Challenger Guangzhou 100 000 $ – Dur                  | Térence Atmane                             | Tristan Schoolkate                         | 6-3, 7-64         |
| 28 avril | Guangzhou Nansha International Challenger Guangzhou 100 000 $ – Dur                  | Ray Ho Matthew Christopher Romios          | Vasil Kirkov Bart Stevens                  | 6-3, 6-4          |
| 28 avril | Ostra Group Open By Purposia Ostrava 91 250 € – Terre battue                         | Zsombor Piros                              | Hady Habib                                 | 6-3, 6-2          |
| 28 avril | Ostra Group Open By Purposia Ostrava 91 250 € – Terre battue                         | Jan Jermar Stefan Latinovic                | Finn Reynolds James Watt                   | 7-5, 6-3          |
| 28 avril | Ano II Brasil Tennis Open Porto Alegre 60 000 $ – Terre battue                       | Santiago Rodríguez Taverna                 | Nikolas Sanchez Izquierdo                  | 4-6, 6-4, 7-66    |
| 28 avril | Ano II Brasil Tennis Open Porto Alegre 60 000 $ – Terre battue                       | Juan Carlos Prado Angelo Federico Zeballos | Lautaro Midon Gonzalo Villanueva           | 7-5, 7-5          |

### Mai
| Date   | Tournoi                                                                      | Vainqueurs                              | Finalistes                                              | Score             |
| ------ | ---------------------------------------------------------------------------- | --------------------------------------- | ------------------------------------------------------- | ----------------- |
| 5 mai  | Wuxi Open Wuxi 160 000 $ – Dur                                               | Sun Fajing                              | Alex Bolt                                               | 7-64, 6-4         |
| 5 mai  | Wuxi Open Wuxi 160 000 $ – Dur                                               | Vasil Kirkov Bart Stevens               | Ray Ho Matthew Christopher Romios                       | 3-6, 7-5, [10-6]  |
| 5 mai  | Abruzzo Open Francavilla Al Mare Francavilla al Mare 91 250 € – Terre battue | Francesco Maestrelli                    | Valentin Vacherot                                       | 6-4, 6-4          |
| 5 mai  | Abruzzo Open Francavilla Al Mare Francavilla al Mare 91 250 € – Terre battue | Luis David Martínez Facundo Mena        | Théo Arribagé Grégoire Jacq                             | 7-5, 2-6, [10-6]  |
| 5 mai  | Advantage Cars Prague Open Prague 91 250 € – Terre battue                    | Filip Misolic                           | Guy Den Ouden                                           | 6-4, 6-0          |
| 5 mai  | Advantage Cars Prague Open Prague 91 250 € – Terre battue                    | Denys Molchanov Matěj Vocel             | David Pichler Jurij Rodionov                            | 7-63, 6-3         |
| 5 mai  | Santos Brasil Tennis Cup Santos 60 000 $ – Terre battue                      | Álvaro Guillén Meza                     | Matheus Pucinelli De Almeida                            | 6-3, 7-612        |
| 5 mai  | Santos Brasil Tennis Cup Santos 60 000 $ – Terre battue                      | Pedro Boscardin Dias Gonzalo Villanueva | Boris Arias Federico Zeballos                           | 6-2, 63-7, [10-7] |
| 12 mai | BNP Paribas Primrose Bordeaux Bordeaux 227 270 € – Terre battue              | Giovanni Mpetshi Perricard              | Nikoloz Basilashvili                                    | 6-3, 65-7, 7-5    |
| 12 mai | BNP Paribas Primrose Bordeaux Bordeaux 227 270 € – Terre battue              | Francisco Cabral Lucas Miedler          | Yuki Bhambri Robert Galloway                            | 7-61, 7-62        |
| 12 mai | Piemonte Open Intesa Sanpaolo Turin 227 270 € – Terre battue                 | Alexander Bublik                        | Bu Yunchaokete                                          | 6-3, 6-3          |
| 12 mai | Piemonte Open Intesa Sanpaolo Turin 227 270 € – Terre battue                 | Ariel Behar Joran Vliegen               | Robin Haase Hendrik Jebens                              | 6-2, 6-4          |
| 12 mai | Oeiras Open 5 Oeiras 145 250 $ – Terre battue                                | Cristian Garín                          | Mitchell Krueger                                        | 7-63, 4-6, 6-2    |
| 12 mai | Oeiras Open 5 Oeiras 145 250 $ – Terre battue                                | Andreas Mies David Vega Hernández       | Marcelo Demoliner David Pichler                         | 6-4, 6-4          |
| 12 mai | KIA Tunis Open Tunis 100 000 $ – Terre battue                                | Zsombor Piros                           | Titouan Droguet                                         | 7-5, 7-63         |
| 12 mai | KIA Tunis Open Tunis 100 000 $ – Terre battue                                | Hynek Bartoň Michael Vrbenský           | Siddhant Banthia Alexander Donski                       | 5-7, 6-4, [10-7]  |
| 12 mai | Zagreb Open Zagreb 91 250 € – Terre battue                                   | Dino Prižmić                            | Luca Van Assche                                         | 6-2, ab.          |
| 12 mai | Zagreb Open Zagreb 91 250 € – Terre battue                                   | Matej Dodig Nino Serdarušić             | Luka Mikrut Mili Poljičak                               | 6-4, 6-4          |
| 12 mai | KIA Open Bogota 60 000 $ – Terre battue                                      | Patrick Kypson                          | Pedro Sakamoto                                          | 6-1, 6-3          |
| 12 mai | KIA Open Bogota 60 000 $ – Terre battue                                      | Luís Britto Zdeněk Kolář                | Conner Huertas del Pino Arklon Huertas del Pino Cordova | 6-4, 7-64         |
| 19 mai | Macedonian Open Skopje 91 250 € – Terre battue                               | Jay Clarke                              | Nerman Fatić                                            | 6-2, 6-3          |
| 19 mai | Macedonian Open Skopje 91 250 € – Terre battue                               | Andrew Paulson Michael Vrbenský         | Sriram Balaji Miguel Ángel Reyes-Varela                 | 2-6, 6-4, [10-6]  |
| 19 mai | Mziuri Cup Tbilisi 60 000 $ – Dur                                            | Saba Purtseladze                        | Federico Cinà                                           | 7-65, 6-4         |
| 19 mai | Mziuri Cup Tbilisi 60 000 $ – Dur                                            | Masamichi Imamura Naoki Tajima          | Siddhant Banthia Ramkumar Ramanathan                    | 1-6, 6-3, [10-5]  |
| 26 mai | UAMS Health Little Rock Open Little Rock 100 000 $ – Dur                     | Patrick Kypson                          | Michael Zheng                                           | 6-1, 1-6, 7-5     |
| 26 mai | UAMS Health Little Rock Open Little Rock 100 000 $ – Dur                     | Aziz Dougaz Antoine Escoffier           | Andrés Andrade Nicolás Mejía                            | 6-2, 6-3          |
| 26 mai | Internazionali Di Tennis - Citta'Di Vicenza Vicence 91 250 € – Terre battue  | Tseng Chun-hsin                         | Lukas Neumayer                                          | 6-3, 6-4          |
| 26 mai | Internazionali Di Tennis - Citta'Di Vicenza Vicence 91 250 € – Terre battue  | Federico Bondioli Stefano Travaglia     | August Holmgren Johannes Ingildsen                      | 6-2, 6-1          |
| 26 mai | Moldova Open Chișinău 54 000 € – Dur                                         | Clément Chidekh                         | Ilia Simakin                                            | 7-66, 7-5         |
| 26 mai | Moldova Open Chișinău 54 000 € – Dur                                         | Szymon Kielan Filip Pieczonka           | Lukáš Pokorný Ilia Simakin                              | 6-4, 6-0          |

## Statistiques

### En simple
Mis à jour le 05/05/2025
Joueurs les plus titrés :
| Joueur                | Nombre | Titres                                       |
| --------------------- | ------ | -------------------------------------------- |
| Borna Ćorić           | 4      | Lugano, Thionville, Zadar et Aix-en-Provence |
| Emilio Nava           | 3      | Asuncion, Concepción et Sarasota             |
| Kyrian Jacquet        | 2      | Chennai et New Delhi                         |
| Pablo Carreño Busta   | 2      | Tenerife 1 et 2                              |
| Brandon Holt          | 2      | Bangkok 3 et Bengaluru                       |
| Valentin Royer        | 2      | Kigali 1 et 2                                |
| João Fonseca          | 2      | Canberra et Phoenix                          |
| Aleksandar Kovacevic  | 2      | Oeiras 2 et Punta Cana                       |
| Daniel Elahi Galán    | 2      | Punta del Este et Santiago                   |
| Dalibor Svrčina       | 2      | Pune et Barletta                             |
| Felipe Meligeni Alves | 2      | Mérida et Mexico                             |
| Raphaël Collignon     | 2      | Pau et Monza                                 |
| Térence Atmane        | 2      | Busan et Guangzhou                           |

Titres par nation :
| Nombre | Pays |
| ------ | --- |
| 11     | France |
| 10     | États-Unis                                                                                                   |
| 5      | Croatie, Argentine                                                                                           |
| 4      | Brésil, Australie                                                                                            |
| 3      | Espagne, Tchéquie, Belgique, Colombie                                                                        |
| 2      | Japon, Norvège, Lituanie, Chili, Hongrie                                                                     |
| 1      | Serbie, Pérou, Bulgarie, Kazakhstan, Suisse, Pologne, Danemark, Luxembourg, Thaïlande, Côte d'Ivoire, Italie |

### En double
Mis à jour le 01/01/2025
Joueurs les plus titrés :
| Joueur | Nombre | Titres |
| ------ | ------ | ------ |

Titres par nation :

Entre parenthèses, le nombre de joueurs différents ayant remporté un titre.

Note : Un titre remporté par une paire du même pays ne compte que pour un titre (mais pour 2 joueurs).
| Nombre | Pays |
| ------ | ---- |